# إركنر
اركنر (بالألمانية: Erkner) هي مدينة وبلدة ألمانية تقع في ألمانيا في Oder-Spree. يقدر عدد سكانها بـ 11,752 نسمة .

## المدن التوأمة
مدينة Gmina Gołuchów هي مدينة توأمة لـاركنر.